# Comarca de Tierra de Caldelas
La Comarca de Tierra de Caldelas[cita requerida] (oficialmente y en gallego Terra de Caldelas) en la provincia de Orense, linda al norte con la comarca de Tierra de Lemos (Lugo) al noreste con la de Quiroga (Lugo), al este con la de Trives, al sur con la de Verín, al suroeste con la de La Limia, al oeste con la Allariz - Maceda y al noroeste con de Orense.
Pertenecen a la Comarca de Tierra de Caldelas los siguientes municipios: Castro Caldelas, Montederramo, Parada del Sil y La Teijeira.

## Geografía, clima y vegetación
El relieve presenta una penillanura paleozoica, en la que se ha modelado un territorio abrupto y montañoso (valles del Sil y del Edo, Sierra del Burgo). Las temperaturas son muy frescas en invierno y suaves en verano. Las precipitaciones son abundantes. La vegetación predominante está formada por coníferas, robles, castaños, jaras y narcisos.

## Economía
Las principales actividades económicas son la agricultura y la ganadería.